# Pajaritos y pajarracos
Uccellacci e uccellini es una película italiana de 1966, dirigida por Pier Paolo Pasolini. Protagonizada por Totò y Ninetto Davoli en los papeles principales. 

## Argumento
Totò, agricultor de profesión, y su hijo Ninetto se ponen en camino, en los alrededores de Roma, para pedir una moratoria para solventar una deuda que pesa sobre su finca. Durante el camino, los dos hablan de la vida y de la muerte con un insólito personaje: un cuervo que habla. Éste dice ser un intelectual marxista de la vieja guardia y sustenta la teoría de que la Humanidad se divide en dos parcelas: la que habitan los pajarracos y la que alberga a los pajaritos.

## Reparto
- Totò: Totò Inocente / Fray Cicillo
- Ninetto Davoli: Ninetto Inocente / Fray Ninetto
- Femi Benussi: Luna
- Rossana Di Rocco: Novia de Ninetto
- Renato Capogna: El compañero medieval grosero
- Pietro Davoli: El otro compañero grosero
- Rosina Moroni: La campesina
- Lena Lin Solaro: Urganda, la desconocida
- Gabriele Baldini: Dentista de Dante
- Ricardo Redi: Ingeniero
- Francesco Leonetti: La voz del cuervo

## Premios
- Premio Nastro d'argento 1967: al mejor actor principal (Totò)
- Premio Nastro d'argento 1967: al mejor guion original (Pier Paolo Pasolini)
- Candidata a la Palma de Oro en el Festival Internacional de Cine de Cannes 1966.

## Comentarios
La película estuvo prohibida en España de 1966 a 1979. También fue prohibida en Argentina, entre 1966 y 1970, durante la dictadura cívico-militar de Juan Carlos Onganía.
Fue filmada en localidades de Asís, Toscana, Roma y el Aeropuerto de Roma-Fiumicino
El 7 de septiembre del 2006 se publicó en CD la música de la película, compuesta por Ennio Morricone, y publicada por GDM Music.

## Críticas
La revista Gente de Buenos Aires, en su edición del 16 de julio de 1970 (cuando se estrenó en Argentina), comentó el film en forma lapidaria: 
"Si a esta película no la hubiera dirigido Pasolini pensaríamos que es un ejercicio mal hecho de un pésimo estudiante de cinematografía. Porque parece más un panfletito primario, sin un solo chispazo de talento, que la obra de un realizador de la talla del autor de "Medea". Sin ninguna duda deplorable. CONSEJO: Dígale no a Pasolini."